# 7
Năm 7 là một năm trong lịch Julius. 